# Chad Peralta
Richard Edward Peralta (4 de febrero de 1985 en Sídney, Australia), conocido artísticamente como Chad Peralta, es un cantante, compositor y actor filipino. Peralta fue uno de los consultores de tecnología de información, es un músico que ha compuesto y escrito varias canciones en inglés y tagalo. Aprendió a tocar los grandes clásicos de guitarra a la edad de doce años. Peralta apareció por primera vez en la televisión de Filipinas en la primera temporada de la Pinoy Dream Academy, entre los copartícipes como Panky Trinidad, Irish Fullerton, Jay-R Siaboc, Ronnie Liang y Yeng Constantino. Peralta pudo proseguir en su carrera como músico en las Filipinas tras participar en el programa orientado a la realidad, recibió la capacitación y experiencias en la mejora de su talento en el canto. El uso de sus canciones son de género pop rock y el pop alternativo género, sin embargo, mantiene el "estado de ánimo de la canción".

## Canciones
Entre las canciones de Peralta se enumeran a continuación:
- Kasalanan (Pecado)
- Realist (Realista)
- Tired of You (¿Cansado de Usted?)
- Kung Pwede Lang Sana (Si es posible)
- Song for You (Canción para ti)
- Where Do I Begin? (¿Por dónde empezar?)
- My Eyes Adored You (Mi adorada los ojos suyos)
- Time Machine (Máquina del tiempo)